# 헨리 융헤넬
헨리 융헤넬(독일어: Henri Junghänel, 1988년 2월 5일~)은 독일의 사격 선수이다. 2016년 하계 올림픽 남자 50m 소총 복사 종목에서 금메달을 획득했다.

## 경력
동독 라이프치히에서 태어나 브로이베르크에서 성장했으며, 2013년에 미국 켄터키 대학교를 졸업했다. 10세 때인 1998년에 사격에 입문했으며, SV 라이브라이텐바흐에 입단하여 사격 선수 생활을 시작했다. 2005년에 독일 청소년 국가대표로 발탁되었다. 2008년에 체코 플젠에서 열린 유럽 주니어 선수권 대회에서 소총 3자세에서 4위를 기록했고 50m 소총 복사 단체전 금메달을 획득했다. 2009년에 처음으로 성인 국가대표 선수가 되었으며, 2월에 체코 프라하에서 열린 유럽 10m 사격 선수권 대회를 통해 성인 대표 첫 경기를 가졌다. 그는 10m 공기소총 부문 19위에 올랐고 단체전에서 9위를 기록했다.
같은 해 4월에 중화인민공화국 베이징에서 열린 월드컵을 통해 사격 월드컵에 처음으로 참가했으며, 이듬해인 2010년 3월에는 오스트레일리아 시드니에서 열린 월드컵에서 50m 소총 복사 동메달, 50m 소총 3자세에서 은메달을 획득했으며, 7월에는 뮌헨에서 열린 2010년 세계 선수권 대회에서 50m 소총 복사 부문 31위를 기록했다. 2011년 5월에는 미국 포트배닝에서 열린 월드컵 50m 소총 복사 경기에서 벨라루스의 세르게이 마르티노프와 세르비아의 네마냐 미로사블레브를 꺾으며 첫 월드컵 금메달을 획득했다. 8월에는 세르비아 베오그라드에서 열린 2011년 유럽 선수권 대회에서 50m 소총 복사 단체전 은메달을 획득했다.
2013년 4월에는 대한민국 창원에서 열린 월드컵에서 50m 3자세와 50m 소총 복사 종목 모두 우승하는 쾌거를 냈으며, 8월에 크로아티아 오시예크에서 열린 2013년 유럽 선수권 대회 50m 소총 복사 경기에서 프랑스의 발레리앙 소브플란의 뒤를 이어 은메달을 획득했다. 그 해 11월에는 뮌헨에서 열린 월드컵 파이널에서 슬로베니아의 라이몬트 데베베츠와 대표팀 동료인 다니엘 브로트마이어를 꺾으며 우승을 차지했다. 2014년 3월에는 포트배닝 월드컵 50m 복사 부문에서 금메달을 추가했고 9월에는 스페인 그라나다에서 열린 2014년 세계 선수권 대회에 참가하였으며 50m 소총 복사 23위, 50m 소총 3자세 20위를 기록했다. 10월에는 아제르바이잔 게벨레에서 열린 월드컵 파이널 50m 소총 복사에서 브로트마이어와 중국의 자오성보의 뒤를 이어 동메달을 획득했다.
2015년 6월 아제르바이잔 바쿠에서 열린 2015년 유러피언 게임에 참가하였으며, 50m 소총 복사 종목에서 이탈리아의 마르코 데 니콜로와 벨라루스의 마르티노프를 누르고 금메달을 획득했다. 이후 2016년 4월에는 2016년 하계 올림픽 개최지인 8월 브라질 리우데자네이루에서 열린 월드컵에서 오스트레일리아의 워런 포턴트와 세르비아의 스테반 플레티코시치를 누르고 50m 소총 복사 금메달을 획득했다. 8월에는 리우데자네이루에서 열린 2016년 하계 올림픽 소총 복사에서 대한민국의 김종현과 러시아의 키릴 그리고리얀을 꺾고 금메달을 획득했다. 이 공로로 그 해 11월에 독일 대통령인 요아힘 가우크에게 스포츠 분야 최고의 공헌자에게 수여되는 은월계수잎상을 받았다.
2017년 10월 인도 뉴델리에서 열린 월드컵 파이널 50m 소총 복사 경기에서 덴마크의 토르벤 그리멜의 뒤를 이어 은메달을 획득했고 현역에서 은퇴했다.